# Hibiscus saponarius
Hibiscus saponarius är en malvaväxtart som beskrevs av L.A. Craven. Hibiscus saponarius ingår i Hibiskussläktet som ingår i familjen malvaväxter. Inga underarter finns listade i Catalogue of Life.